# أوستين كودرينغتون
أوستين كودرينغتون (22 أغسطس 1975 في جامايكا - ) (بالإنجليزية: Austin Codrington)‏ هو لاعب كريكت جامايكي. شارك مع منتخب كندا الوطني للكريكت.

## وصلات خارجية
- أوستين كودرينغتون على موقع إي آس بي آن كريك إنفو (الإنجليزية)